# Curuapira tuberosa
Curuapira tuberosa là một loài bọ cánh cứng trong họ Cerambycidae.